# Can Garriga (Tossa de Mar)
Can Garriga és un edifici del municipi de Tossa de Mar (Selva). És un edifici de planta rectangular, cobert a dues aigües a façana, que consta d'un sector central de dues plantes i de diverses construccions adossades. Està situat en un aterrassament a sobre la carretera de Llagostera. Forma part de l'Inventari del Patrimoni Arquitectònic de Catalunya.

## Descripció
La façana està arrebossada i pintada de color blanc, a excepció de la cadena cantonera i els emmarcaments de les obertures de pedra vista. A sota de la casa, prop de la ribera de Tossa, existeixen les restes d'un antic molí fariner del qual resten l'edifici, la bassa i part del canal. Per aquesta raó, la casa de dalt conserva en diversos llocs de l'exterior de la casa pedres de molí. De l'edifici cal destacar la porta emmarcada de pedra amb la seva llinda de tres blocs i la data gravada de 1751. El sostre està parcialment enfonsat.
Les obertures són rectangulars i emmarcades de pedra de Girona. Els ampits són treballats, però no totes les obertures són emmarcades de pedra, alguns ho són d'arrebossat que l'imita. L'accés principal a la casa es fa per una terrassa empedrada. La façana de la planta baixa té quatre finestres i una porta amb llinda monolítica. El primer pis té vuit finestres mesclant-se les noves del segle xix i XX amb les restaurades del segle XVII-XVIII. A la banda posterior, tocant al bosc, hi ha diverses finestres amb grans i gruixuts reixats de ferro. El ràfec de la façana consta de la combinació de tres fileres de rajola i teules.

## Història
És una casa originària del segle xvii reformada i ampliada durant el segle xix i restaurada durant els anys 70 del segle xx. El molí que hi ha a sota de la casa, passada la carretera, data del segle xviii (1751). El molí fou restaurat durant el segle xix i, actualment, està`en desús i gairebé és una ruïna. Actualment és un habitatge que inclou un centre recreatiu de paintball, és a dir, un espai on la gent juga i es dispara boletes de goma plenes de pintura.